# 王霊賓
王 霊賓（おう れいひん、天監4年（505年）- 太清3年3月4日（549年4月16日））は、南朝梁の簡文帝蕭綱の妃。皇后に追尊された。本貫は琅邪郡臨沂県。

## 経歴
王騫の娘として生まれた。叔父の王暕は「わが家の女師なり」と評した。天監11年（512年）、晋安王蕭綱の妃となった。中大通3年（531年）10月、皇太子妃に立てられた。太清3年（549年）3月、永福省で死去した。享年は45。この年、簡文帝が即位すると、皇后に追尊された。諡は簡といった。大宝元年（550年）9月、荘陵に葬られた。

## 子女
- 蕭大器（哀太子）
- 蕭大連（南郡王）
- 蕭妙䂮（長山公主）

## 伝記資料
- 『梁書』巻7 列伝第1 皇后
- 『南史』巻12 列伝第2 后妃下